# Sainte-Terre
Sainte-Terre település Franciaországban, Gironde megyében. Lakosainak száma 1890 fő (2022. január 1.). Sainte-Terre Cabara, Civrac-sur-Dordogne, Saint-Aubin-de-Branne, Sainte-Florence, Saint-Jean-de-Blaignac, Saint-Magne-de-Castillon, Saint-Pey-d’Armens, Saint-Vincent-de-Pertignas és Vignonet községekkel határos.

## Népesség
A település népessége az elmúlt években az alábbi módon változott:
| Lakosok száma | 1407 | 1416 | 1564 | 1737 | 1914 | 1899 | 1883 | 1910 | 1904 | 1890 |
|               | 1968 | 1982 | 1990 | 2006 | 2013 | 2015 | 2017 | 2019 | 2020 | 2022 |